# LAG Nr. 772
Der LAG Nr. 772 war ein vierachsiger elektrischer Triebwagen der Lokalbahn Aktien-Gesellschaft (LAG) für den Betrieb auf der Nebenbahn Meckenbeuren–Tettnang.
Nach der Verstaatlichung der LAG wurde er von der Deutschen Reichsbahn übernommen und als ET 185 01 bezeichnet. Der Triebwagen weist bereits Ähnlichkeiten zur DR-Baureihe ET 85 auf, die 20 Jahre später erschien. Er wurde noch von der Deutschen Bundesbahn übernommen und versah seinen Dienst bis Anfang der 1960er Jahre. Das Fahrzeug ist heute nicht mehr vorhanden.

## Geschichte
Die LAG betrieb im süddeutschen Raum mehrere Nebenbahnen, die schon vor 1900 elektrisch und mit Triebwagen befahren wurden. Mit dem nach der Jahrhundertwende anwachsenden Verkehrsaufkommen reichten die zwischen Meckenbeuren und Tettnang eingesetzten LAG Nr. 360 und 361 und LAG Nr. 501 bis 505 nicht mehr aus.
Darum entstand dieses Fahrzeug als weiteres vierachsiges Fahrzeug. Es wurde von MAN im mechanischen und SSW im elektrischen Teil gefertigt. Dieser Triebwagen verkehrte stets auf der Tettnanger Strecke, zeitweise wurde er dort als Schlepptriebwagen im Güterverkehr eingesetzt. Wie die anderen Fahrzeuge wurde er nach der Übernahme durch die Reichsbahn im Bahnbetriebswerk Friedrichshafen beheimatet.
Eingesetzt wurde das Fahrzeug bis Anfang der 1960er Jahre, es ist heute nicht mehr vorhanden.

## Konstruktion
Gegenüber den LAG Nr. 501 bis 505 hatte der Triebwagen ein Äußeres, das ähnlich dem 20 Jahre später erschienen ET 85 war. Ansonsten war der Fahrzeugaufbau wie bei den LAG Nr. 501 bis 505: zwischen einem kleineren (ursprünglich 2. Klasse mit acht Sitzplätzen) und einem größeren Fahrgastabteil (ursprünglich 3. Klasse mit 36 Sitzplätzen) befand sich ein Gepäckraum mit einer großen Schiebetür. In älteren Fahrzeugregistern wurde der Triebwagen als CPw 4 ET Wü-06 geführt. Die Einstiegsräume, die zugleich die Führerstände des Lokführers waren, waren von Anfang an geschlossen ausgeführt. Bei einem späteren Umbau wurde der Wagen einklassig als 3. Klasse-Wagen ausgeführt.
Das Untergestell des Wagenkastens war eine genietete Stahlkonstruktion, das Gerüst des Wagenkastens war aus Holz gefertigt und außen mit Blech verkleidet.
Die jeweils inneren Achsen jedes Drehgestells wurden von je einem Fahrmotor, aufgehängt in Tatzlager-Bauart, angetrieben. Die Stromabnahme erfolgte zuerst von einem Stangenstromabnehmer mit Rolle, später wurde er den moderneren Anforderungen angepasst.